# Охата, Дайсукэ
Дайсукэ Охата (яп. 大畑大介 Охада Дайсукэ, родился 11 ноября 1975 года в Осаке) — японский регбист, выступавший на позиции винга и центра за сборную Японии, рекордсмен мира по числу занесённых в играх попытках за национальную сборную — 67 попыток в официальных тест-матчах. Член Зала славы World Rugby с ноября 2016 года. Один из выдающихся регбистов Японии 2000-х годов.

## Биография

### Семья
Уроженец региона Кансай. Окончил среднюю школу Токай-Дай-Гёсэй и университет Киото Сангьё. В одной школе с ним учились будущие бейсболисты Кодзи Уэхара и Йосинори Татеяма. Родители владели пекарней в Осаке до 2011 года.

### Клубная карьера
Регби занялся с 1984 года в Осакской регбийной школе. В 1997 году был капитаном сборной университета Киото Сангьё, которая нанесла в финале поражение клубу университета Васеда со счётом 69:18. Профессиональную карьеру игрока начал в 1998 году в клубе «Кобелко Стилерз», в 2001—2002 годах на правах аренды играл в Австралии в «Норзерн Сабёрбз» в месяцы, когда не проводился японский чемпионат. В 2002 году перешёл во французский клуб «Монферран» («Клермон Овернь»), однако не закрепился в команде, сыграв всего 2 матча, и вернулся в «Кобелко Стилерз», где играл до 2011 года.
В активе Охата единственное чемпионство «Кобелко Стилерз» в Топ-Лиге, завоёванное в 2004 году. При этом он отличался не раз в чемпионате Японии, занося различные попытки — в сезоне 2008/2009 в игре против «НЕК Грин Рокетс» он перехватил пас Яко ван дер Вестюйзена и пробежал порядка 50 метров, чтобы занести попытку. Из-за травмы левого плеча со смещением он пропустил игру 1 февраля 2009 года против «Тосиба Брэйв Лупус». Карьеру игрока завершил из-за травмы правого колена, полученной 9 января 2011 года в игре против «Тойота Индастриз Шаттлз»: после операции принял решение о завершении игровых выступлений.

### Карьера в сборной

#### Регби-15
9 ноября 1996 года дебютировал в сборной Японии в Тайбэе матчем против Южной Кореи, занеся три попытки в матче. 7 июля 2002 года Япония нанесла рекордное поражение тайваньцам со счётом 155:3, в этом матчем Охата занёс целых восемь попыток. В его активе два выступления на кубках мира — 1999 и 2003 годов, в них он провёл 7 игр и занёс три попытки. В 2006 году он был капитаном сборной на чемпионате Азии, который Япония выиграла и попала на Кубок мира по регби. В 2004 году он заменил на чемпионате Азии капитана Такуро Минабу.
14 мая 2006 года в игре против Грузии на стадионе Ханазоно он занёс три попытки и стал рекордсменом мира по числу занесённых попыток — 65, побив рекорд австралийца Дэвида Кампезе, который занёс 64 попытки в 101 тест-матче. Всего Охата довёл число попыток до 69, однако две пришлись на нетестовые матчи, а большая часть была занесена против команд, не входящих в первый ярус регбийных сборных.
Из-за растяжения ахиллесова сухожилия на правой ноге он пропустил чемпионат мира, получив повреждение 25 августа 2007 года в игре против Португалии: случился рецидив травмы, полученной ещё в январе в матче Топ-Лиги против «Ямаха Жубилу». Таким образом, последней игрой Охата стала игра 25 ноября 2006 года в Гонконге против корейцев, а его подготовка, начавшаяся 10 августа 2007 года, не позволила ему сыграть на третьем чемпионате мира по регби.

#### Регби-7
Также Охата играл за сборную Японии по регби-7 на чемпионатах мира 1997 и 2001 годов. В Мировой серии он провёл 5 игр и набрал 42 очка, занеся 8 попыток и проведя одну реализацию. В 1999 году в Гонконгском турнире в утешительном турнире в розыгрыше тарелки его сборная нанесла поражение Шотландии, причём Охата занёс победную попытку, совершив забег со своей половины поля, и завоевал приз MVP в турнире.

## После регбийной карьеры
Дайсукэ Охата является послом чемпионата мира по регби 2019, который пройдёт в Японии. В 2016 году введён в Зал Славы World Rugby. В настоящее время работает на телевидении и радио, несколько раз выступал в экстремальных шоу на японском телевидении — в программе «Pro Sportsman No.1» в 2001 и 2003 годах он признавался сильнейшим спортсменом года в Японии.

## Стиль игры
Охата был мастером занесения попыток: он умел обыгрывать защитников скорее благодаря собственному таланту, чем их ошибкам. Так Охата прославился тем, что заносил попытки в играх против Франции, Ирландии, Уэльса и Аргентины.

## Достижения[14]
- Чемпион Японии среди студентов: 1997
- Чемпион Японии:
  - 1998, 2001 (Лига Кансай А)
  - 2000, 2001 (Всеяпонский регбийный чемпионат)
  - 2004 (Топ-Лига)
- Финалист Всеяпонского регбийного чемпионата: 2002, 2004
- Чемпион Азии: 1996, 1998, 2000, 2004, 2006
- Рекордсмен по числу занесённых попыток в играх за сборную: 69 (67 в тестовых матчах)
- Рекордсмен по числу занесённых попыток в одном матче за сборную: 8 (7 июля 2002, Япония-Тайвань, 155:3)
- Рекордсмен по числу занесённых попыток за год игр за сборную: 17 (2002 год)